# Pier Matteo Petrucci
Pier Matteo Petrucci (Jesi, 20 de maio de 1636 - Montefalco, 5 de julho de 1701) foi um cardeal do século XVIII.

## Biografia
Nasceu em Jesi 20 de maio de 1636. De uma família nobre de Siena. Filho de Giambattista Petrucci e Aurélia Stella. Seu primeiro nome também está listado como Piermatteo.
Freqüentou a Universidade de Macerta, onde obteve um doutorado em utroque iure , direito canônico e civil em 1652. Estudou francês, espanhol e grego e música no Oratório de São Filipe de Neri em Jesi. Mais tarde, estudou as Escrituras e a Patrística, especialmente São Tomás de Aquino.
Secretário do cardeal Alderano Cybo, bispo de Jesi. Entrou na Congregação do Oratório de São Filipe de Neri, a 2 de fevereiro de 1661.
Ordenado em 1661. Pregador e professor de filosofia para os leigos. Fundou com o Cardeal Cybo um instituto para crianças extraviadas. Encarregado de pacificar a Congregação do Oratório de Veneza. Superior de sua congregação, 8 de abril de 1678. Fizeram-no aceitar a promoção ao episcopado por santa obediência.
Eleito bispo de Jesi, 14 de abril de 1681. Consagrado, 20 de abril de 1681, Roma, pelo cardeal Alderano Cybo, auxiliado por Giacomo Altoviti, patriarca titular latino de Antioquia, e por Odoardo Cibo, arcebispo titular de Selêucia.

Criado cardeal sacerdote no consistório de 2 de setembro de 1686; recebeu o gorro vermelho e o título de S. Marcello, em 9 de junho de 1687. Suas obras sobre mística e espiritualidade foram criticadas pelo padre Paolo Segneri, SJ, e ocorreu um debate teológico-doutrinário no qual o cardeal defendeu a contemplação quietista . Denunciado por heresia, foi investigado pela Inquisição e, como resultado, em setembro de 1687, 45 proposições extraídas de suas obras foram proscritas. Ele imediatamente se submeteu e foi absolvido em 17 de dezembro de 1687. A destruição de seus escritos foi publicada no Índice em 5 de fevereiro de 1688. Participou do conclave de 1689, que elegeu o Papa Alexandre VIII. Em 14 de janeiro de 1690, Orazio Perozzi, clérigo de Camerino, foi nomeado vigário apostólico de Jesi no lugar do cardeal, que residia em Roma. Renunciou ao governo da diocese, sem reservar pensão para si mesmo, em 21 de janeiro de 1691. O papa atribuiu-lhe uma pensão e desconsiderou a oferta de renunciar ao cardinalato e retirar-se para sua congregação. Participou do conclave de 1691, que elegeu o Papa Inocêncio XII. Ele viveu uma vida exemplar de oração e jejum. Nomeado pelo papa camerlengo do Sagrado Colégio dos Cardeais em 7 de dezembro de 1693, por ocasião da morte do cardeal Lorenzo Brancati; eleito, 4 de janeiro de 1694 até 10 de janeiro de 1695. Visitador apostólico da confraria das SS. Nunziata , ao arquihospital deS. Spirito in Sassia , Roma, à basílica de S. Paolo fuori le mura, Roma, e seu mosteiro, e à diocese de San Severino. Participou do conclave de 1700, que elegeu o Papa Clemente XI. Ele fundou o mosteiro de SS. Trinità, das carmelitas, em Jesi. Ele era um poeta e um artista.
Morreu em Montefalco em 5 de julho de 1701, às 3 horas da manhã, Montefalco, diocese de Spoleto. Exposto e enterrado na igreja da Beata Clara naquela cidade.